# Gales en la Copa Mundial de Fútbol de 1958
La selección de Gales fue una de las 16 participantes en la Copa Mundial de Fútbol de 1958 que se realizó en Suecia. Fue esta su primera participación en el torneo organizado por la FIFA.

## Clasificación
Gales se enfrentó en el Grupo 4 a Checoslovaquia y Alemania Democrática para definir a un clasificado. Gales terminó en segundo lugar del grupo por detrás de Checoslovaquia, pero le alcanzó para jugar un repechaje ante Israel luego de que Bélgica rechazara la posibilidad. Gales venció en ambos partidos a Israel y logró su clasificación.

### Grupo 4
| Selección         | Pts | PJ | PG | PE | PP | GF | GC | Dif |
| ----------------- | --- | -- | -- | -- | -- | -- | -- | --- |
| Checoslovaquia    | 6   | 4  | 3  | 0  | 1  | 9  | 3  | +6  |
| Gales             | 4   | 4  | 2  | 0  | 2  | 6  | 5  | +1  |
| Alemania Oriental | 2   | 4  | 1  | 0  | 3  | 5  | 12 | –7  |

|  | Clasificado a la Copa Mundial de Fútbol de 1958. |
|  | Clasificado a la repesca frente a Israel.        |

#### Detalles de Partidos
| 1 de mayo de 1957 | Gales      | 1:0 (0:0) | Checoslovaquia | Ninian Park, Cardiff                                       |                                                            |
|                   | Vernon 75' | Reporte   |                | Asistencia: 50 000 espectadores Árbitro(s): Jan Bronkhorst | Asistencia: 50 000 espectadores Árbitro(s): Jan Bronkhorst |

| 19 de mayo de 1957 | Alemania Oriental      | 2:1 (1:1) | Gales      | Zentralstadion, Leipzig                                       |                                                               |
|                    | Wirth 21' · Tröger 61' | Reporte   | Charles 6' | Asistencia: 100 000 espectadores Árbitro(s): Nikolay Latyshev | Asistencia: 100 000 espectadores Árbitro(s): Nikolay Latyshev |

| 26 de mayo de 1957 | Checoslovaquia                | 2:0 (1:0) | Gales | Gran Estadio de Strahov, Praga                            |                                                           |
|                    | Daniel 21' (a.g.) · Kraus 65' | Reporte   |       | Asistencia: 45 000 espectadores Árbitro(s): Paul Wyssling | Asistencia: 45 000 espectadores Árbitro(s): Paul Wyssling |

| 25 de septiembre de 1957 | Gales                            | 4:1 (3:0) | Alemania Oriental | Ninian Park, Cardiff                                       |                                                            |
|                          | Palmer 38', 44', 73' · Jones 42' | Reporte   | Kaiser 57'        | Asistencia: 30 000 espectadores Árbitro(s): Reginald Leafe | Asistencia: 30 000 espectadores Árbitro(s): Reginald Leafe |

### Repesca Gales – Israel
| 15 de enero de 1958 | Israel | 0:2 (0:1) | Gales                     | Estadio Ramat Gan, Tel Aviv                                |                                                            |
|                     |        | Reporte   | Allchurch 38' · Bowen 65' | Asistencia: 60 000 espectadores Árbitro(s): Maurice Guigue | Asistencia: 60 000 espectadores Árbitro(s): Maurice Guigue |

| 5 de febrero de 1958 | Gales                     | 2:0 (0:0) | Israel | Ninian Park, Cardiff                                      |                                                           |
|                      | Allchurch 76' · Jones 80' | Reporte   |        | Asistencia: 30 000 espectadores Árbitro(s): Klas Schinner | Asistencia: 30 000 espectadores Árbitro(s): Klas Schinner |

## Jugadores
Estos fueron los 22 jugadores convocados para el torneo:

## Participación
- Los horarios corresponden a la hora local de Suecia (UTC+1).

### Primera fase - Grupo 3
| Equipo  | Pts | PJ | PG | PE | PP | GF | GC | Dif |
| ------- | --- | -- | -- | -- | -- | -- | -- | --- |
| Suecia  | 5   | 3  | 2  | 1  | 0  | 5  | 1  | 4   |
| Gales   | 3   | 3  | 0  | 3  | 0  | 2  | 2  | 0   |
| Hungría | 3   | 3  | 1  | 1  | 1  | 6  | 3  | 3   |
| México  | 1   | 3  | 0  | 1  | 2  | 1  | 8  | -7  |

#### Hungría vs. Gales
| 8 de junio de 1958, 19:00 | Hungría   | 1:1 (1:1) | Gales       | Estadio Järnvallen, Sandviken                                  |                                                                |
|                           | Bozsik 5' | Reporte   | Charles 27' | Asistencia: 15 343 espectadores Árbitro(s): José María Codesal | Asistencia: 15 343 espectadores Árbitro(s): José María Codesal |

#### México vs. Gales
| 11 de junio de 1958, 19:00 | México       | 1:1 (0:1) | Gales         | Estadio Råsunda, Solna                                  |                                                         |
|                            | Belmonte 89' | Reporte   | Allchurch 32' | Asistencia: 15 150 espectadores Árbitro(s): Leo Lemesic | Asistencia: 15 150 espectadores Árbitro(s): Leo Lemesic |

#### Suecia vs. Gales
| 15 de junio de 1958, 14:00 | Suecia | 0:0     | Gales | Estadio Råsunda, Solna                                        |                                                               |
|                            |        | Reporte |       | Asistencia: 30 287 espectadores Árbitro(s): Lucien Van Nuffel | Asistencia: 30 287 espectadores Árbitro(s): Lucien Van Nuffel |

#### Gales vs. Hungría
| 17 de junio de 1958, 19:00 | Gales                      | 2:1 (0:1) | Hungría   | Estadio Råsunda, Solna                                       |                                                              |
|                            | Allchurch 55' · Medwin 76' | Reporte   | Tichy 33' | Asistencia: 2 823 espectadores Árbitro(s): Nickolaj Latychev | Asistencia: 2 823 espectadores Árbitro(s): Nickolaj Latychev |

### Cuartos de final

#### Brasil vs. Gales
| 19 de junio de 1958, 19:00 | Brasil   | 1:0 (0:0) | Gales | Estadio Ullevi, Gotemburgo                                    |                                                               |
|                            | Pelé 66' | Reporte   |       | Asistencia: 25 923 espectadores Árbitro(s): Friedrich Seipelt | Asistencia: 25 923 espectadores Árbitro(s): Friedrich Seipelt |